# District de Ung Hoa
Ứng Hòa (vietnamien : Ứng Hòa) est un district rural (Huyện) de Hanoï dans la région du Delta du Fleuve Rouge au Viêt Nam.